# Batalla de Macriplagi
La batalla de Macriplagi (en grec: Μάχη του Μακρυπλαγίου) va ser una trobada entre les forces de l'Imperi Romà d'Orient i els llatins del Principat d'Acaia. Els romans estaven afeblits i desmoralitzats després de la deserció d'un gran nombre de mercenaris turcs als aqueus. En Macriplagi, els romans van ser decisivament derrotats, la qual cosa, juntament amb la derrota en la batalla de Prinitza l'any anterior, va acabar amb l'intent grec de reconquerir Morea.

## Antecedents
Després de la batalla de Pelagònia (1259), l'emperador romà Miquel VIII Paleòleg va adquirir una sèrie de fortaleses en el sud-est del Peloponès (Morea), cedits pel capturat príncep d'Acaia Guillem II d'Acaia a canvi del seu alliberament. Guillem també va prometre convertir-se en vassall de Miquel, però quan va tornar a Morea va renunciar a aquest jurament, i va començar a negociar amb el Papa i altres potències llatines per a un esforç conjunt contra els romans.
La guerra va esclatar a finalitats de 1262 o 1263, quan Miquel VIII va enviar una expedició a Morea. Aquest exèrcit estava compost principalment de mercenaris turcs i tropes gregues d'Àsia Menor i estava dirigit pel seu germanastre, el sebastocràtor Constantí Paleòleg. Constantí va obtenir un gran èxit inicial, capturant la major part de Lacònia i avançant cap al nord amb l'objectiu de prendre la capital aquea, Andravida. Va ser derrotat, no obstant això, per una força llatina més petita a la batalla de Prinitza, i dispers el seu exèrcit.

## Escaramusses en Mesiskli i setge de Nikli
A principis de 1263 o 1264, Constantí Paleòleg va decidir reprendre les operacions, amb l'objetiu final de dominar el Principat d'Acaia per a sempre. Va reunir a les seues tropes, va entrar al territori controlat per els aqueus i va avanzar fins a Sergiana al nord d'Elis, i va establir el seu campament a un lloc anomenat «Sant Nicolau de Mesiskli». Guillem amb les seues propies tropes va martxar a la confrontació, i va reunir als seus homes llestos per a la batalla. Segons la Crònica de Morea, el líder de la vanguardia romana, el gran conostaulo Miquel Cantacuzè, cavalgava davant de les línias romanes, pero el seu cavall va entropssar i va morir a mans dels aqueus. Consternat per la mort del seu lloctinent més valent, el sebastocràtor Constantí es va retirar i va passar en setge la fortalea de Tègea.
Aquí, no obstant això, els mercenaris turcs, més de mil homes a cavall sota els seus líders Melik i Shalik, el van confrontar i li van exigir que se'ls pagués els seus endarreriments de sis mesos. Irritat per aquesta demanda, i preocupat per la seva falta d'èxit fins a aquest moment, el sebastocràtor iradament es va negar, després de la qual cosa els dos cabdills van passar a desertar amb Guillem i amb la major part dels seus homes. Aquesta deserció va fer disminuir la moral romana. Constantí, fingint malaltia, va decidir aixecar el lloc, i se'n va anar de Morea a Constantinoble, deixant el gran domèstic Aleix Files i el paracemomen Joan Macrè al comandament.

## La batalla i conseqüències
Files va prendre el seu exèrcit i va marxar cap a Messènia, on va ocupar el pas de Macriplagi, situat prop del Castell de Gardiki a les fronteres de Messènia amb el Peloponès central. Guillem, reforçat per l'experimentat contingent turc i que posseïa un exèrcit superior, havia marxat a Messènia per a defensar la fèrtil província. L'exèrcit aqueu va atacar als romans, malgrat el fet que tenien fortes posicions en el terreny elevat. Els dos primers atacs van ser repel·lits, però el tercer atac, liderat pel comandant Ancelino de Toucy, van trencar les línies romanes i aquests van fugir en pànic.
La derrota romana va ser completa, i els generals Files, Macreno, i Aleix Cabalario, juntament amb molts nobles grecs, van ser capturats. Els presoners van ser portats davant de Guillem a Veligosti; on una conversa notable es va donar entre el príncep aqueu i Files, que il·lustra les posicions respectives dels llatins i els romans: quan Guillem va exclamar que aquesta derrota va ser un càstig de Déu sobre Paleòleg per violar els seus juraments, Files va replicar que «Morea pertany a l'Imperi de Romania i l'herència que li correspon a l'emperador. És contrari al que dius, el teu es qui va trencar el seu jurament al seu senyor».
Guillem després va marxar al sud cap a la fortalesa romana de Mistràs. No va prendre la fortalesa, però va repoblar i va fortificar l'antiga ciutat de Esparta, saquejant la província circumdant i després es va retirar a Nikli. Malgrat els seus èxits a evitar una ràpida conquesta romana del seu principat, no obstant això, Guillem havia esgotat els recursos dels seus dominis: la lluita constant havia devastat i despoblat el país. El conflicte es va degenerar en escaramusses en tots dos costats abans de ser suspeses per complet. Les negociacions en les quals Miquel VIII va proposar casar al seu fill i hereu, Andrònic II Paleòleg amb la filla i hereva de Guillem, Isabel I d'Acaia va fracassar a causa de l'oposició dels barons aqueus. En els anys posteriors, Guillem va buscar l'ajuda i la protecció del poderós Carles I d'Anjou, de qui es va convertir en vassall sota els termes del Tractat de Viterbo. Tement enfrontar a Carles, l'atenció romana es va capgirar cap un a un altre lloc i Guillem va aconseguir evitar una ofensiva romana a gran escala contra el seu Principat. Un prolongat període de tranquil·litat va seguir, però els conflictes interns acabarien per donar avantatge als romans, que van recuperar gradualment el control de la regió a inicis del segle xiv .